# Bonneville (Somme)
Bonneville és un municipi francès situat al departament del Somme i a la regió dels Alts de França. L'any 2007 tenia 353 habitants.

## Demografia

### Població

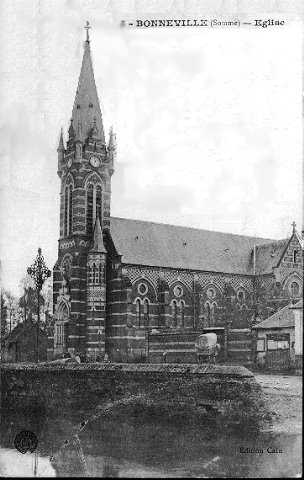
església original

El 2007 la població de fet de Bonneville era de 353 persones. Hi havia 128 famílies de les quals 28 eren unipersonals (24 homes vivint sols i 4 dones vivint soles), 36 parelles sense fills, 60 parelles amb fills i 4 famílies monoparentals amb fills.
La població ha evolucionat segons el següent gràfic:
Habitants censats

### Habitatges

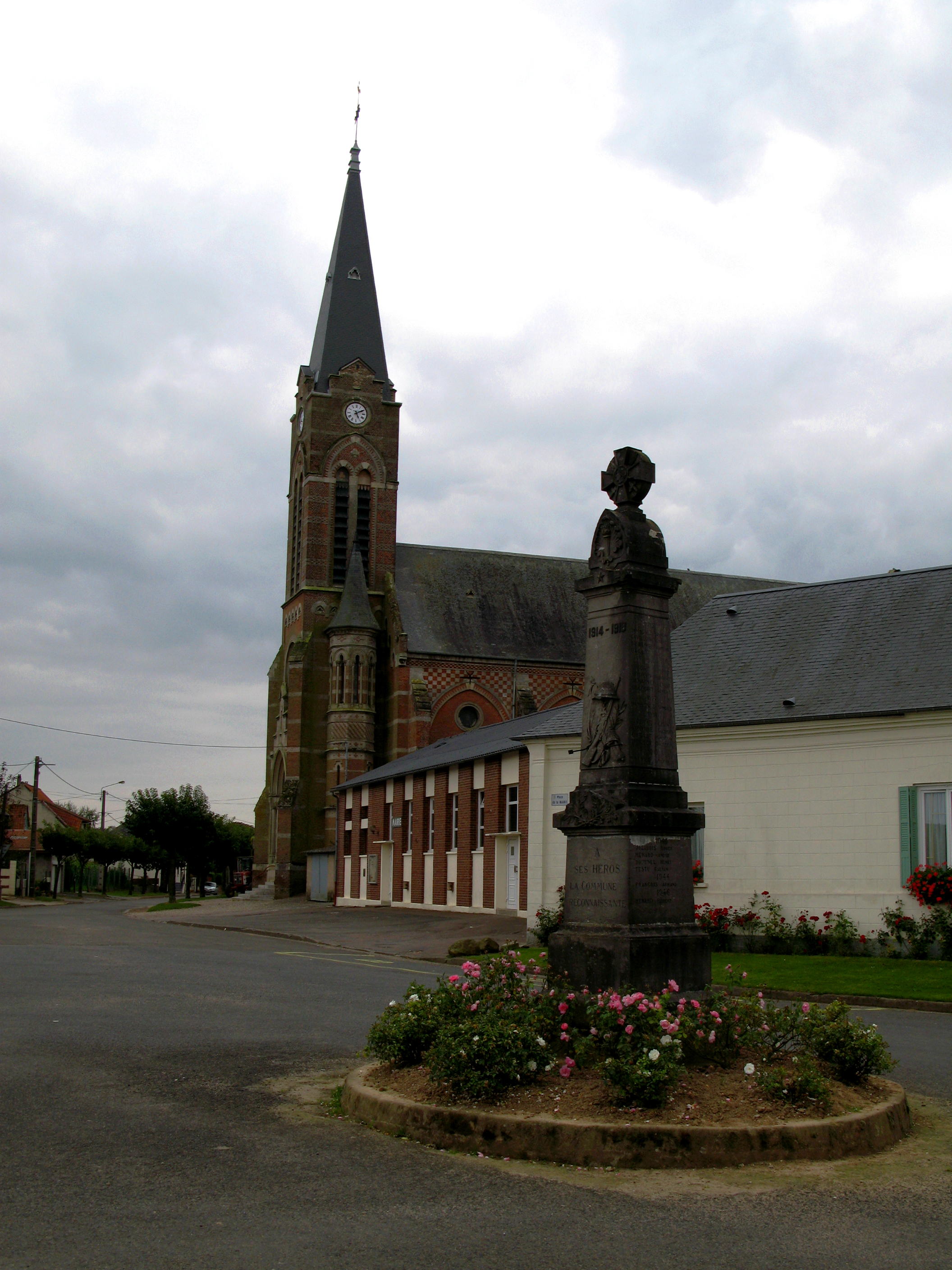

El 2007 hi havia 138 habitatges, 131 eren l'habitatge principal de la família i 7 estaven desocupats. Tots els 138 habitatges eren cases. Dels 131 habitatges principals, 113 estaven ocupats pels seus propietaris, 12 estaven llogats i ocupats pels llogaters i 6 estaven cedits a títol gratuït; 1 tenia una cambra, 2 en tenien dues, 18 en tenien tres, 23 en tenien quatre i 87 en tenien cinc o més. 88 habitatges disposaven pel capbaix d'una plaça de pàrquing. A 49 habitatges hi havia un automòbil i a 70 n'hi havia dos o més.

### Piràmide de població

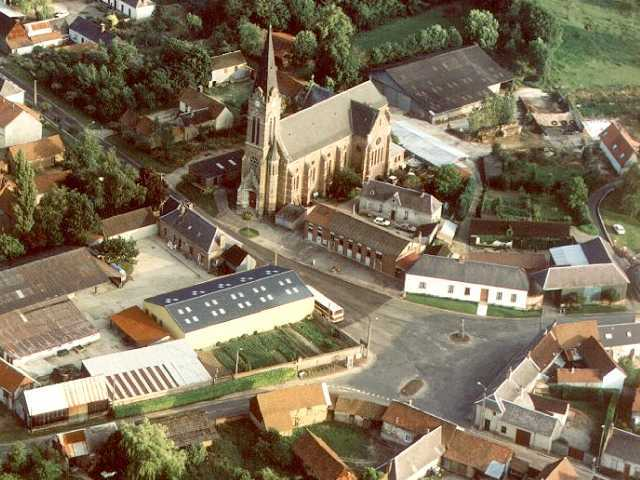

La piràmide de població per edats i sexe el 2009 era:
| Homes | Edats   | Dones |
| ----- | ------- | ----- |
| 0     | 95 o +  | 0     |
| 0     | 90 a 94 | 0     |
| 0     | 85 a 89 | 0     |
| 4     | 80 a 84 | 0     |
| 0     | 75 a 79 | 4     |
| 4     | 70 a 74 | 4     |
| 12    | 65 a 69 | 8     |
| 16    | 60 a 64 | 20    |
| 8     | 55 a 59 | 8     |
| 12    | 50 a 54 | 16    |
| 4     | 45 a 49 | 4     |
| 4     | 40 a 44 | 12    |
| 20    | 35 a 39 | 8     |
| 24    | 30 a 34 | 16    |
| 16    | 25 a 29 | 16    |
| 16    | 20 a 24 | 4     |
| 12    | 15 a 19 | 8     |
| 28    | 10 a 14 | 8     |
| 16    | 5 a 9   | 20    |
| 20    | 0 a 4   | 4     |

## Economia

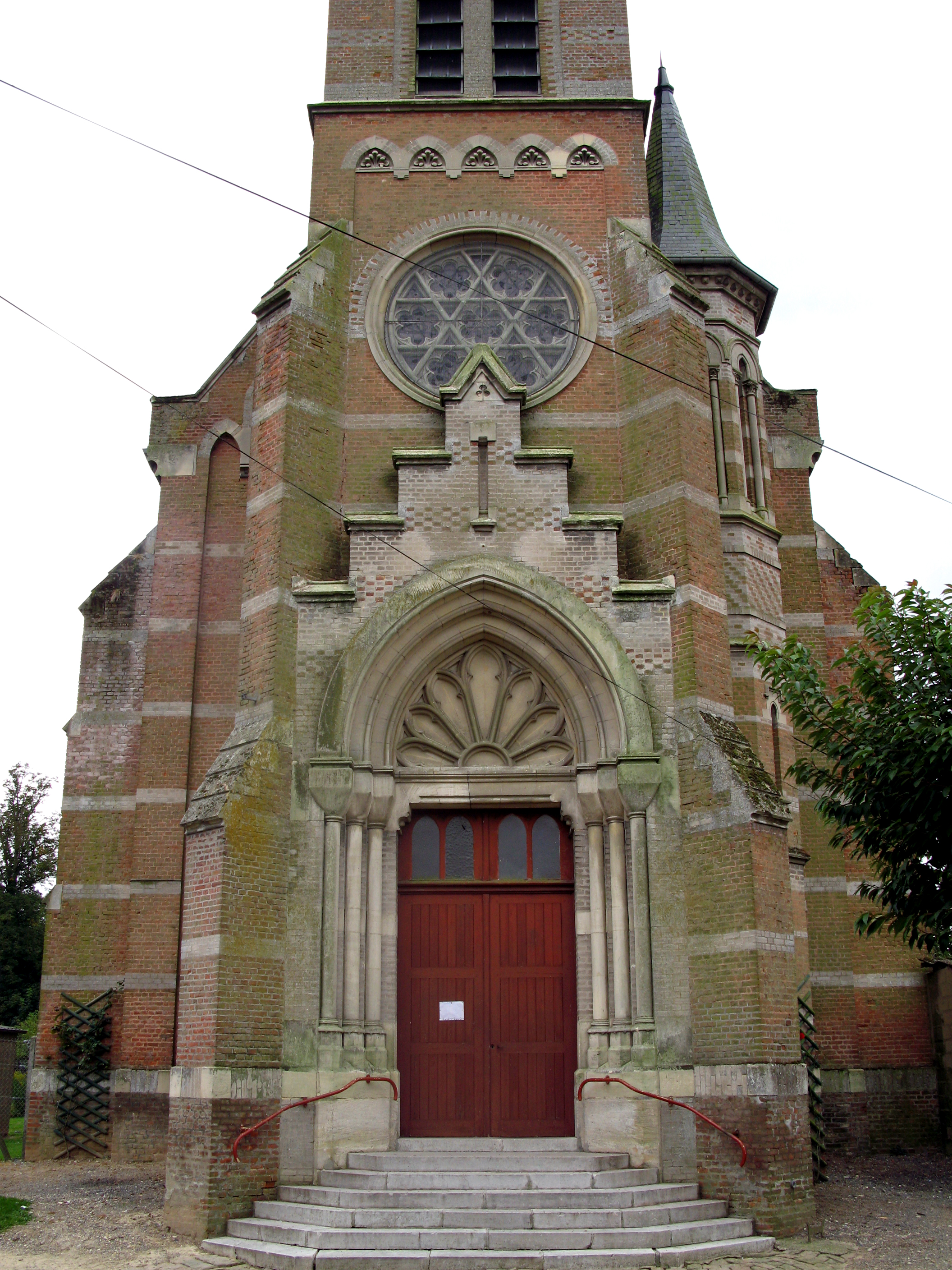

El 2007 la població en edat de treballar era de 220 persones, 166 eren actives i 54 eren inactives. De les 166 persones actives 150 estaven ocupades (88 homes i 62 dones) i 16 estaven aturades (7 homes i 9 dones). De les 54 persones inactives 15 estaven jubilades, 18 estaven estudiant i 21 estaven classificades com a «altres inactius».

### Ingressos
El 2009 a Bonneville hi havia 129 unitats fiscals que integraven 348,5 persones, la mediana anual d'ingressos fiscals per persona era de 16.713 €.

### Activitats econòmiques

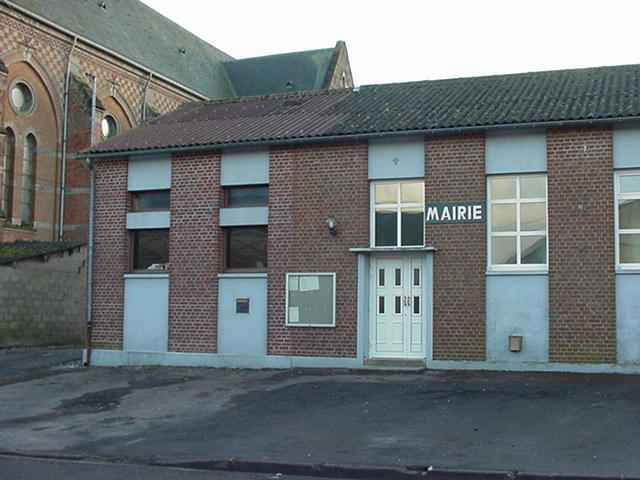
ajuntament

Dels 7 establiments que hi havia el 2007, 1 era d'una empresa extractiva, 4 d'empreses de construcció, 1 d'una entitat de l'administració pública i 1 d'una empresa classificada com a «altres activitats de serveis».
Dels 3 establiments de servei als particulars que hi havia el 2009, 2 eren fusteries i 1 lampisteria.
L'any 2000 a Bonneville hi havia 11 explotacions agrícoles que ocupaven un total de 812 hectàrees.

## Poblacions més properes

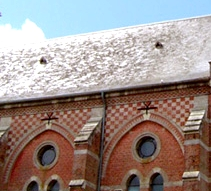
detall de l'església

El següent diagrama mostra les poblacions més properes.